# Gabriel Veron
Gabriel Veron, mit vollem Namen Gabriel Veron Fonseca de Souza (* 3. September 2002 in Assu, RN), ist ein brasilianischer Fußballspieler, der beim FC Porto unter Vertrag steht und aktuell an den FC Santos ausgeliehen ist. Der Flügelspieler war brasilianischer Juniorennationalspieler.

## Karriere

### Verein
Veron wechselte 2017 von Santa Cruz de Natal zu Palmeiras Jugendmannschaft. Am 14. November 2018 unterzeichnete Veron seinen ersten Profivertrag, welcher bis 2021 lief. Etwa ein Jahr später, nach seiner Rückkehr von der U17-Weltmeisterschaft, stimmte er einem Vorvertrag bis 2024 zu, der an seinem 18. Geburtstag aktiv wird. Die Ausstiegsklausel in dem neuen Vertrag soll bei 60 Millionen Euro liegen.
Veron gab sein Debüt in der Campeonato Brasileiro de Futebol am 28. November 2019, als er in der zweiten Hälfte als Einwechselspieler für Willian Gomes de Siqueira bei einer 0:1-Auswärtsniederlage gegen den Fluminense FC zum Einsatz kam. Am 5. Dezember, nachdem er erst in der zweiten Halbzeit eingewechselt war, erzielte er zwei Tore und gab eine Vorlage bei einem 5:1-Heimspielsieg gegen Goiás EC. Auf diese Weise wurde er der zweitjüngste Spieler, der ein Tor für den Verein erzielte. Mit der Copa Libertadores 2020 gewann Veron im Januar 2021 den wichtigsten südamerikanischen Klubtitel. Dem schloss sich Anfang März 2021 die Copa do Brasil 2020 an. Am 27. November 2021 konnte Veron mit dem Klub die Copa Libertadores 2021 gegen Flamengo Rio de Janeiro gewinnen.
Im Juli 2022 wechselte Veron nach Portugal, wo er sich dem FC Porto anschloss. Sein Vertrag läuft bis 2027.
Anfang Januar 2024 wechselte er leihweise bis zum Jahresende nach Brasilien zum Cruzeiro EC nach Belo Horizonte. Zum Start ins Jahr 2025 ging Veron als Leihgabe zum FC Santos.

### Nationalmannschaft
Gabriel Veron gewann mit Brasilien die U17-Weltmeisterschaft 2019. Er erzielte 3 Treffer und wurde zum besten Spieler des Turniers gewählt.

## Erfolge
Nationalmannschaft
- U17-Weltmeisterschaft: 2019

Palmeiras
- Copa Libertadores: 2020, 2021
- Copa do Brasil: 2020
- Recopa Sudamericana: 2022
- Staatsmeisterschaft von São Paulo: 2022